# Comment ça va (dal)
A Comment ça va egy 1983-ban megjelent dal a The Shorts nevű holland popegyüttestől, mely az azonos nevet viselő Comment ça va című albumon található. A dal nagy sláger volt, melyet először holland nyelven, majd később angol, német, francia nyelven is játszottak a rádiók.
A szöveg egy fiúról szól, aki találkozik egy francia lánnyal, de nem értik egymást, mert más nyelvet beszélnek.

## A dal története
A dalt eredetileg angol nyelven írta Eddy de Heer holland zeneszerző és producer, de az EMI lemezkiadó ragaszkodott a holland változathoz. Ezt a változatot kezdték el játszani a rádióállomások Hollandiában, illetve 10.000-es példányszámban kislemezen is megjelent. A dal hamar nemzetközi siker lett, mintegy 4 millió darabot adtak el a kislemezből.

## Feldolgozások
A dalt számos nemzetközi előadó is feldolgozta. Ingela "Pling" Forsman svéd nyelven adta elő a dalt 1983-ban Du skriver dina kärlekssånger címen. Kikki Danielsson feldolgozása a Norvég kislemez lista 3. helyéig jutott. A dal norvég változatát Bente Lind adta elő szintén 1983-ban.
A dalt Magyarországon a Fáraó együttes adta elő saját feldolgozásában, a francia refrén azonban megmaradt. A dal népszerűségét más előadók is kihasználták, így Korda György és Balázs Klári is elénekelte 1988-ban.

## Megjelenések

### Hollandia 7 hüvelykes kislemezen
- Comment ça va (holland változat)
- Comment ça va (angol változat)[4]

### Franciaország 7 hüvelykes kislemezen
- Comment ça va
- Springtime[5]

### Egyesült Királyság 12 hüvelykes maxi promo lemezen
- Comment Ça Va
- Comment Ça Va (hangszeres változat)[6]

### Németország 12 hüvelykes maxi lemezen
- Comment ça va (német nyelvű eredeti felvétel)
- Comment ça va (angol változat)[7]

## Slágerlisták, helyezések
| Slágerlista (1983)    | Legmagasabb helyezés |
| --------------------- | -------------------- |
| Osztrák kislemezlista | 5                    |
| Holland Top 40        | 1                    |
| Norvég kislemezlista  | 8                    |
| Svájci zenei lista    | 6                    |
| Franciaország         | 2                    |
| Belgium               | 1                    |
| Németország           | 5                    |

| Slágerlista (1984) | Legmagasabb helyezés |
| ------------------ | -------------------- |
| Franciaország      | 18                   |

### Kikki Danielsson
| Slágerlista (1983)   | Legmagasabb helyezés |
| -------------------- | -------------------- |
| Norvég kislemezlista | 3                    |